# José María Orihuela Morón
José María Orihuela (Salta, 1851 - San Salvador de Jujuy, 1879) fue un abogado y funcionario argentino que tuvo un destacado papel en los conflictos políticos de 1878 y 1879 en la Provincia de Jujuy.

## Biografía
José María Orihuela nació en la ciudad de Salta en 1851, hijo del abogado y político José María Orihuela y de Leonor Morón Ubierna
Tras recibirse de doctor en derecho en la Universidad de Buenos Aires en 1875 con una tesis sobre Obligaciones a plazo regresó a su provincia natal. 
Derrotado el gobernador Teófilo Sánchez de Bustamante en 1874 y tras la consiguiente caída del clan que controlaba la política jujeña desde 1854, los líderes de la facción vencedora, José María Álvarez Prado y el gobernador Cástulo Aparicio pronto se dividieron en dos grupos que competían por los cargos provinciales y nacionales. El primero era encabezado por José Benito Bárcena y alineaba a José María Álvarez Prado y a Pablo Carrillo. El segundo era liderado por Cástulo Aparicio, secundado por su ministro Domingo Teófilo Pérez.
En febrero de 1877 estalló la crisis por la elección del representante ante el Senador Nacional prevista para el 26 de ese mes. Finalmente las elecciones efectuadas con la presencia de las tropas nacionales al mando de Napoleón Uriburu dieron el triunfo a Bárcena. El siguiente enfrentamiento involucraría la gobernación, por lo que Aparicio acordó con el gobernador de Salta la candidatura de Martín Torino, quien pasó a San Salvador de Jujuy llevando como asesor a José María Orihuela.
El 25 de abril de 1878 Torino se imponía en las elecciones y el 21 de junio nombraba a Orihuela ministro de gobierno. La violenta represión de la oposición y la destitución de la mayoría opositora en la Legislatura motivaron un movimiento armado el 12 de mayo de 1879. Torino se encontraba ausente y Orihuela, quien gobernaba la provincia en carácter de delegado, se replegó a Salta, reunió y organizó tropas con el apoyo de Domingo Teófilo Pérez, el coronel Gregorio Villegas y José Félix Álvarez Prado, y entrando por la quebrada del Toro avanzó por la de Humahuaca derrotando el 1 de junio en el combate de Chorrillos a las fuerzas reunidas apresuradamente por el gobernador provisorio Silvestre Cau.
Repuesto Torino en el gobierno, la situación política continuó siendo grave. A fines de julio cuando Orihuela desempeñaba nuevamente el gobierno delegado por ausencia de Torino, fue atacado por un destacamento de 60 soldados de línea a los que consiguió rechazar.
El 24 de septiembre de 1879 se produjo un nuevo movimiento revolucionario que rodeó la plaza al mando de Silvestre Cau sitiando a Orihuela y sus hombres en el Cabildo por varios días. Cuando Orihuela intentó una salida fue muerto sobre la puerta lateral del edificio y sus tropas se rindieron al día siguiente, 30 de septiembre. Torino se vio obligado a dejar la provincia refugiándose en Salta.